# حامي الفم

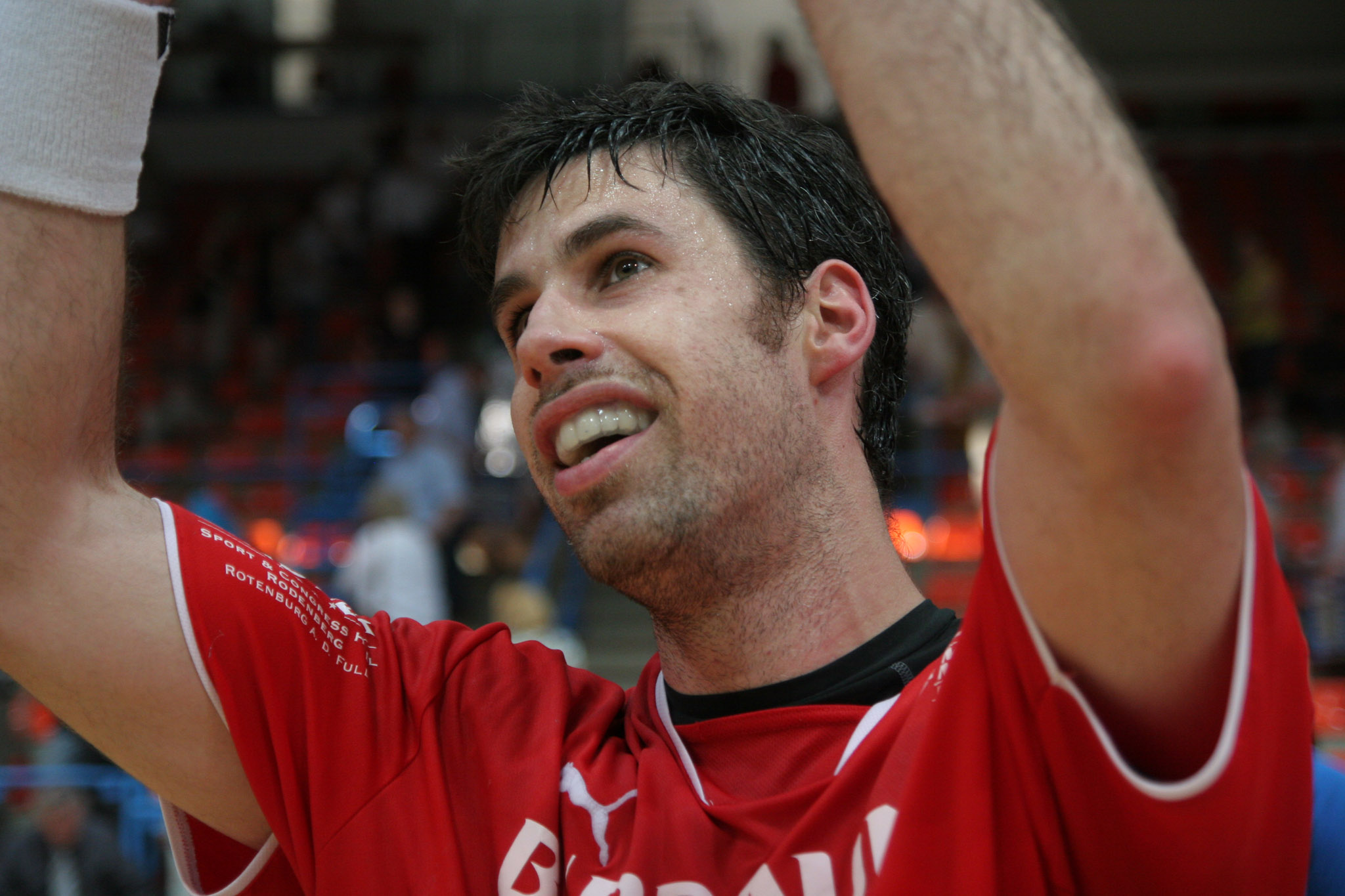
واقي الفم في رياضات الاحتكاك الجسدي

حامي الفم أو حماء الفم هو جهاز واقٍ للفم، يغطي الأسنان واللثة للوقاية والتقليل من الإصابة للأسنان، الفكين، الشفاه واللثة. يستعمل حامي الفم في الغالب للوقاية من الإصابة في الرياضات التي تتطلب الاحتكاك الجسدي، كعلاج تصريف الأسنان أو خلل الأداء في المفصل الصدغي الفكي، أو كجزء من إجراءات سنية محددة مثل تبييض الأسنان. اعتمادًا على التطبيق،

## التاريخ

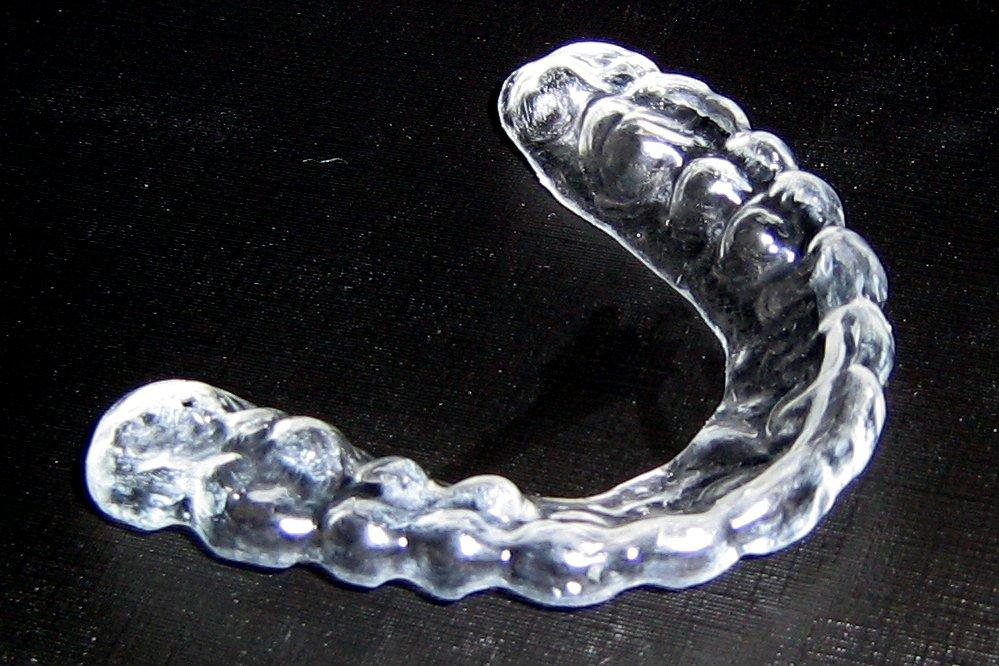
مثال على حامي فم يستخدم في علاج صريف الأسنان

الأصل الدقيق لحامي الفم غير واضح. أغلب الدلائل تشير إلى أن مفهوم حامي الفم كانت بدايته في رياضة الملاكمة. أصلًا، الملاكمون صمموا حاميات فم بدائية من القطن، اللاصق، الإسفنج، أو قطع صغيرة من الخشب. الملاكمون يقومون بكزم المادة بين أسنانهم. هؤلاء الملاكمون قضوا وقتًا صعبا في التركيز على القتال وكزم أسنانهم في وقت واحد.
منذ أن أثبتت هذه الأجهزة أنها غير عملية، قام ولف كروس، طبيب أسنان بريطاني، بتصميم قطعة فموية للملاكمين في 1892. كروس وضع شرائط من راتين المطاط الطبيعي (guttapercha) فوق قواطع الفك العلوي للملاكمين قبل دخولهم الحلبة.
فيليب كروس، ابن وولف كروس، غالبًا ما تنسب له أول قطعة فموية قابلة لإعادة الاستخدام. سلط الضوء على اختراع فيليب كروس في بطولة 1921 القتالية بين جاك برتون وتيد «كيد» لويس. لويس كان صديق المدرسة لكروس وأول محترف يستعمل التقنية الجديدة، ثم أطلق عليها درع اللثة.
مدير أعمال برتون، جادل بنجاح خلال القتال على أن القطعة الفموية كانت ميزة غير قانونية. فيليب كروس كان ملاكمًا هاويًا وبلا شك كان قد استخدم جهازه قبل 1921.
كان هنالك ادعاءات أخرى أيضًا حول اختراع حامي الفم. ففي بداية القرن العشرين، صنع جاكوب ماركس أداة توازي حامي الفم في لندن. تومان أ. كارلوس، طبيب أسنان أمريكي، أيضاً طور حامي فم تقريباً خلال نفس الوقت مثل كروس. كارلوس ادعى أنه صنع أول قطعة فموية في 1916 ومن ثم اقترح اختراعه لأولمبي الولايات المتحدة ديني أوكيف في 1919. طبيب أسنان آخر من شيكاغو، ي. إيلين فرانك، أيضا ادعى صناعة عدد من حاميات الفم للملاكمين في 1919.
ملاءمة حامي الفم مرة أخرى أصبحت نقطة التركيز في مباراة ملاكمة بين جاك شاركي ومايك ماكتيغ في عام 1927. ماكتيغ كان الفائز لأغلب وقت المباراة، لكنّ سنًّا مكسورًا قطع شفته، مما أدى إلى خسارته للمباراة.
من هذه النقطة تم قبول حامي الفم، وسرعان ما أصبح شائعاً لجميع الملاكمين.
في 1930، ظهر لحامي الفم وصفٌ للمرة الأولى في أدب الأسنان.
د. كليرنس ماير، طبيب أسنان ومفتش الملاكمة للجنة الرياضية لولاية نيويورك، وصف كيف يمكن تصنيع حامي الفم المخصص من الانطباعات باستخدام الشمع والمطاط. وقد أوصى بالنوابض الفولاذية لتعزيز المواد الليّنة.
في 1947، حقق طبيب أسنان من لوس انجلوس، رودني و.ليليكويست، تقدّمًا باستخدام الراتين الأكريليكي الشفاف لتشكيل ما أسماه «جبيرة أكريليكية» مصممة لتناسب بشكل مخفي الأسنان العلوية أو السفلية.
حامي الفم الأكريليكي كان تحسناً واضحاً مقارنة مع حامي الفم السميك الذي يرتديه الملاكمون. هذا يعني أن يإمكان الرياضي التكلم بشكل طبيعي بوجود حامي الفم في مكانه. في عدد يناير 1948 من مجلة جمعية طب الأسنان الأمريكية، وصفت الإجراءات المتعلقة بتقديم وتركيب واقي الفم بالتفصيل بواسطة الدكتور ليليكويست. حصل على الفور على اعتراف على الصعيد الوطني كوالد واقي الفم الحديث للرياضيين. وكان أول رياضي يرتدي واقي الفم الأكريليكي عضواً في فريق كرة السلة في جامعة كاليفورنيا، ديك بيري، الذي عرض الجهاز في مؤتمر لجمعية طب الأسنان لجنوب كاليفورنيا. ارتداه أيضا في وقت مبكر فرانكي ألبرت، لاعب الوسط لفريق (San Francisco 49ers).
في أربعينيات وخمسينيات القرن العشرين، كانت إصابات الأسنان مسؤولة عن 24-50% من جميع الإصابات في كرة القدم الأمريكية. في عام 1952، قدمت مجلة الحياة (life magazine) تقريراً عن لاعبي كرة قدم نوتردام دون قواطع. أثار هذا المقال الكثير من اهتمام الرأي العام وأدى إلى إدراج حامي الفم في رياضات أخرى تتطلب الاحتكاك الجسدي.
في الخمسينيات، قامت جميعة طب الأسنان الأمريكية بعمل بحوث بخصوص حامي الفم ونشرت إيجابياتها للعامة. بدأت جمعية طب الأسنان الأمريكية استخدام حامي فم اللاتيكس في جميع الرياضات، وبحلول عام 1962، كان مطلوباً من جميع لاعبي كرة القدم في المدرسة الثانوية في الولايات المتحدة ارتداء حامي الفم.
اتبعت الجمعية الوطنية للرياضات الجماعية دعوى في 1973 وجعلت حامي الفم إلزاميًّا في كرة القدم للكليات. منذ إدخال حامي الفم، انخفض عدد إصابات الأسنان بشكل كبير.
أصبح حامي الفم قاعدة في العديد من الرياضات بالإضافة إلى كرة القدم، تتطلب الجمعية الوطنية للرياضات الجماعية حالياً استخدام حامي الفم في هوكي الجليد، الهوكي والكروس. أظهرت جمعية طب الأسنان الأمريكية أن حامي الفم فعال في منع إصابة الوجه في الرياضات التي تتطلب الاتصال البشري والتي لا تتطلب الاتصال أيضاً.
توصي جمعية طب الأسنان الأمريكية استخدام حامي الفم في 29 رياضة: الألعاب البهلوانية، كرة السلة، ركوب الدراجات، الملاكمة، الفروسية، كرة القدم، الجمباز، كرة اليد، هوكي الجليد، التزلج، لاكروس، فنون الدفاع عن النفس، كرة المضرب، كرة قدم الركبي، إطلاق الرصاص، التزحلق، القفز بالمظلات، الكرة اللينة، السكواش، ركوب الأمواج، الكرة الطائرة، كرة الماء، رفع الأثقال والمصارعة.

## مؤشرات
الرضخ السني
يستخدم حامي الفم في الألعاب الرياضية حيث قد تسبب تأثيراتٌ متعمدة أو عرضية ضررًا للوجه والفكين. قد تحدث هذه الآثار في العديد من الألعاب الرياضية بما في ذلك: البيسبول، الملاكمة، الفنون القتالية المختلطة، (puroresu)، الركبي، المصارعة، كرة القدم، كرة قدم غريديرون، كرة القدم الأسترالية، لاكروس، كرة السلة، التزلج على الجليد، هوكي الجليد، الهوكي تحت الماء، الهوكي، كرة الماء، التزلج، التزلج على الجليد.
قد يمنع أو يقلل حامي الفم من مستويات الضرر من الارتجاج في حال حدوث إصابة في الفك. في العديد من الألعاب الرياضية، قواعد هذه الرياضات تجعل استخدامها إلزامياً أو القوانين الصحية المحلية تتطلب منهم ذلك. المدارس أيضاً في كثير من الأحيان لديها القواعد التي تفرض عليها استخدامها.
في الدراسات لمختلف شرائح المجتمع التي تعاني من مخاطر عالية لإصابات الأسنان، بينت التقارير بشكل دوري امتثالًا منخفضًا للأفراد لاستخدام حامي الفم بشكل دوري خلال الأنشطة بمعنى أنهم لا يلتزمون باستخدامها بشكل منتظم. وعلاوة على ذلك، حتى مع الاستخدام المنتظم، الفعالية في الوقاية من الرضخ السني ليست كاملة، ويمكن أن لا تزال تحدث إصابات حتى عندما يستخدم حامي الفم، لأن المستخدمين ليسوا دائمًا على علم بأفضل الأنواع والحجم المناسب، مما يؤدي حتمًا إلى ملاءمة ضعيفة.
طب الفم
- يمكن استخدام حامي الفم كما الجبائر للحد من الضغط أو الإجهاد على المفصل الصدغي الفكي في مرض أو خلل المفصل الصدغي الفكي.
- لمنع استنزاف الأسنان في صرير الأسنان
- لتوفير الأدوية الموضعية (مثل الكورتيزون) لأمراض اللثة المزمنة مثل شبيه الفقاع للغشاء المخاطي
- كجهاز علاجي في علاج (morsicatiobuccarum)[20]

جماليات الأسنان
- خلال تبييض الأسنان
- باعتبارها حامية ليلية للجسور الخزفية الرقيقة

تقويم الأسنان
- إينفيزالاين، بديلًا عن أقواس ولوحات الأكريليك.

## أنواع حامي الفم

### متوفر أو جاهز للاستعمال
صنعت بأشكال مصنّعة مسبقًا بمختلف الأحجام ولكنّها تقريبًا غير قابلة للتعديل لتناسب فم المستخدم. التعديل الوحيد الممكن هو تقليم أو تشذيب بسيط بسكين أو مقص.

### مكيفة للفم أو «اغلِ وعضّ (boil and bite)»
وهي عبارة عن مواد بلاستيكية حرارية بأشكال مصنّعة مسبقًا بمختلف الأحجام التي يمكن تكييفها لتناسب بشكل أكبر أسنانَ الفرد واللثة عن طريق التسخين والصب مثل الغلي ثم وضعها في الفم. بعضها الآن متاح وتتضمن زعانف خاصة في مناطق القياس لزيادة الاحتفاظ بها وإعطاء تلاؤم محسن يتفوق على تقليد الغلي والعض. عادة ما يكون حامي الفم مصنوعًا من الإيثيلين فينيل أسيتات. هذا هو واقي الفم الأكثر شعبية المستخدم من قبل الرياضيين الهواة وشبه المحترفين، وهو يوفر الحماية الكافية ولكنّ الراحة منخفضة نسبيًّا مقارنةً مع المصنوع بطريقة مخصصة (custom-made) الذي يصمم حسب الطلب.

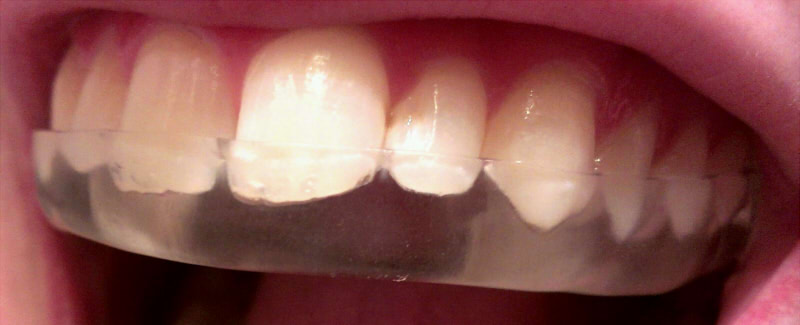
نموذج الفراغ من حامي الفم مصنوعة من انطباع باستخدام الألجينات.

### مصنوع بطريقة مخصصة
يتم استخدام انطباع الأسنان للمستخدمين من قبل الشركات المصنعة المتخصصة في إنشاء واقي الفم الأفضل. ويمكن الحصول على انطباع باستخدام عدة الانطباع المصممة خصيصًا والتي تستخدم معجون الأسنان، أو من طبيب الأسنان الذي سوف يأخذ انطباعًا في مادة الألجينات. يتم إرسال الانطباع الناتج إلى المختبر الذي يصنع حامي الفم من الانطباع. في أوروبا، يجب أن يباع حامي الفم مع علامة CE وحامي الفم يجب أن يمرر على EC اختبار نوع الفحص (EC Type-Examination test)، يقوم بها جسم أوروبي مُتخصص (European Notified Body). تطبيق علامة CE دون هذه الشهادة هوجريمة جنائية.
- نموذج الفراغ
  - استخدام هذا النوع من الآلات لصنع حامي الفم المصنوع بطريقة مخصصة حسب الطلب ينتج واقيَ فمٍ ذا طبقة واحدة
  - الملاءمة ليست جيدة كما في المصفحة بالضغط لكنه يوفر حمايةً أكثر مقارنةً بـ«اغلِ وعضّ (boil and bite)»
- مصفّحة بالضغط
  - استخدام هذا النوع من الآلات لصنع حامي الفم المصنوع بطريقة مخصصة حسب الطلب ينتج واقيَ فمٍ متعددَ الطبقات.
  - توفّر الملاءمةً العلويّة والرّاحة وحمايةً أكثر.

### طب الأسنان

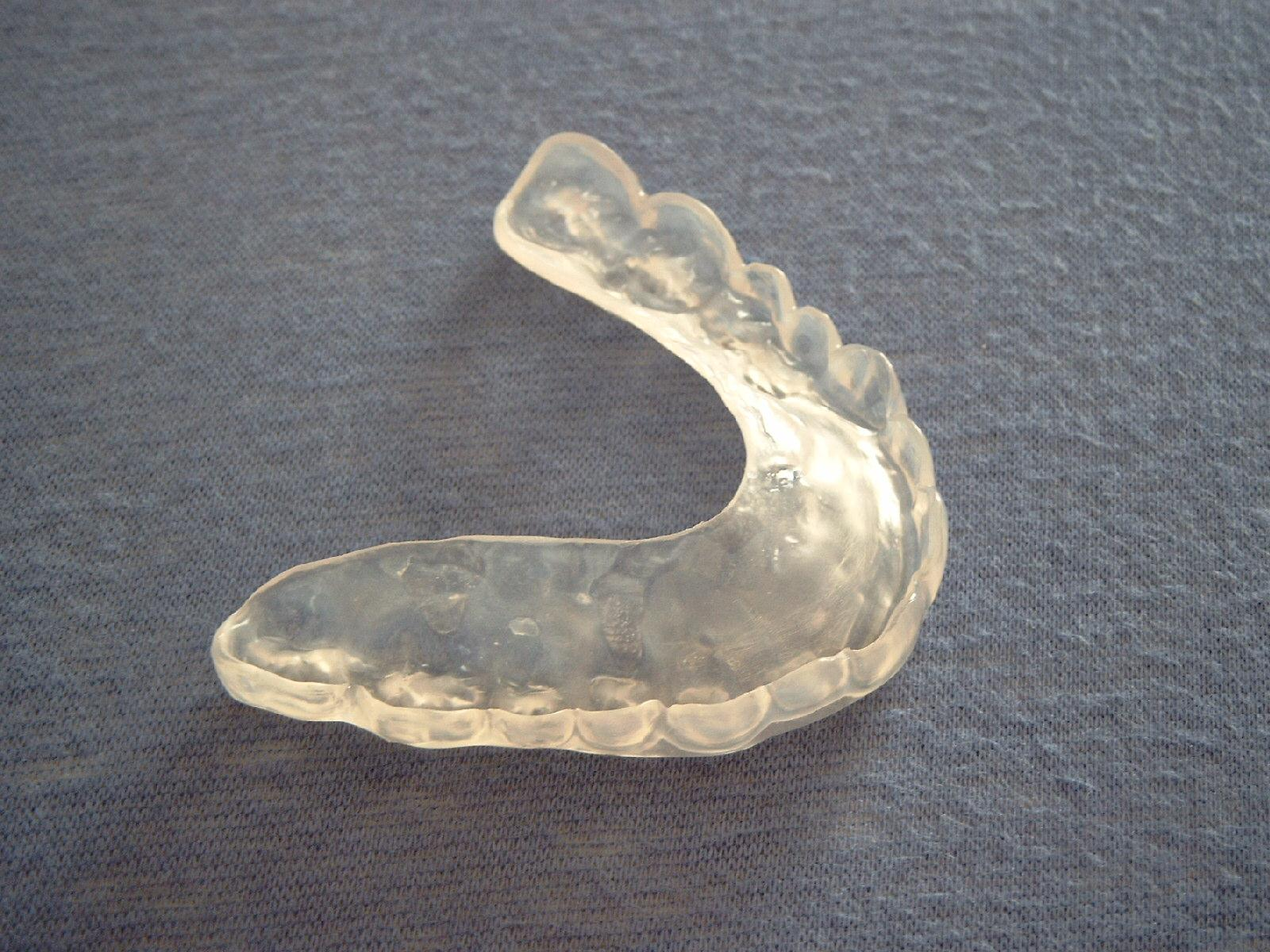
جبيرة إطباقية

جبائر الإطباق (وتسمى أيضا جبيرة العض، مستوى الاطباق، أو حارس الليل) هي أجهزة طب الأسنان القابلة للإزالة، مصبوبة بعناية لتتناسب مع الأقواس العلوية أو السفلية للأسنان.
يتم استخدامها لحماية الأسنان وترميم السطوح، إدارة ضعف الفك السفلي، خلل أو مرض المفصل الصدغي الفكي (TMD)، وتحقيق الاستقرار في مفاصل الفك أثناء الإطباق أو إنشاءالفراغ قبل إجراءات الحشوة. الأفراد المعرضون صرير الأسنان الليلي، أو الكزم (تشنّج العضلة القابضة أثنارء الكرب) اليلي (nighttime clenching)، وكذلك morsicatio buccarum)) قد يستخدمون بشكل روتيني الجبائر الإطباقية في الليل. ومع ذلك، فإن التحليل التلوي من الجبائر الإطباقية المستخدمة لهذا الغرض أبرمت «ليس هناك ما يكفي من الأدلة لإثبات أن جبيرة الإطباق فعالة لعلاج صرير الأسنان أثناء النوم، الدلائل على استخدامه أمر مشكوك فيه فيما يتعلق بنتائج النوم، ولكن قد يكون هناك بعض الفوائد فيما يتعلق باحتكاك الأسنان».
وعادة ما تتم صناعة الجبائر الإطباقية من الراتين الأكريليكي المعالج بالحرارة. الأكريليك اللين أو الحشوة التجميلية المعالجة بالضوء، أو جبائر الفينيل قد يتم صنعها بسرعة أكبر وبتكلفة زهيدة، ولكنها ليست دائمة كما الجبائر الإطباقية كما أنّ صنعها شائع أكثر للاستخدام على المدى القصير. يتم استخدام الجبائر الليّنة أيضًا للأطفال، وذلك لأن النمو الطبيعي يغير من ملائمة الجبائر القاسية.
وهي تغطي عادة جميع الأسنان من القوس العلوي أو السفلي، ولكن يتم استخدام تغطية جزئية في بعض الأحيان. وعادة ما تستخدم جبائر الإطباق إما على الفك العلوي أوالسفلي الأسنان، وتوصف جبائر الفك العلوي أو جبائر الفك السفلي على الترتيب، ولكن في بعض الأحيان يُستخدم كلا النوعين في نفس الوقت. الجبائر العلوية هي أكثر شيوعًا، على الرغم من المواقف المختلفة لصالح الجبائر الفك السفلي.
الجبائر الإطباقية المُثبّتَة أو الجبائر الإطباقية من نوع ميتشيغان تكون بشكل عامّ مسطّحة ضد الأسنان المقابلة، وتساعد على استرخاء عضلات الفك، بينما تستخدم جبائر الإطباق المُعيدَة للوضع لإعادة تغيير موضع الفك لتحسين الإطباق.